# ベル (DD-95)
|          |                                                             |
| 艦歴     |                                                             |
| 発注     |                                                             |
| 起工     | 1917年11月16日                                              |
| 進水     | 1918年4月20日                                               |
| 就役     | 1918年7月31日                                               |
| 退役     | 1922年6月21日                                               |
| その後   | 1939年4月18日に売却                                         |
| 除籍     | 1937年1月25日                                               |
| 性能諸元 |                                                             |
| 排水量   | 1,191トン                                                   |
| 全長     | 314 ft 5 in (95.83 m)                                       |
| 全幅     | 31 ft 9 in (9.68 m)                                         |
| 吃水     | 9 ft 2 in (2.79 m)                                          |
| 機関     | 蒸気タービン方式（24,610hp） （ボイラー×4基＋タービン×2基） |
| 最大速   | 35ノット (65 km/h)                                          |
| 乗員     | 士官、兵員122名                                             |
| 兵装     | 4インチ砲4門 21インチ魚雷発射管12門                         |

ベル (USS Bell, DD-95) は、アメリカ海軍の駆逐艦。ウィックス級駆逐艦の1隻。艦名は東インド艦隊司令官を務めたヘンリー・ベル少将に因む。

## 艦歴
ベルは1917年11月16日にマサチューセッツ州クインシーのフォアリバー造船所で起工する。1918年4月20日にアデレード・ワース・バグリー・ダニエルズ（ジョセファス・ダニエルズ海軍長官の妻）によって進水し、1918年7月31日に艦長D・L・ハワード少佐の指揮下就役する。
ベルは1918年8月から11月まで北大西洋を横断する兵員輸送船団の護衛を行い、12月にはフランスのブレストで開催されるヴェルサイユ会議に向かうウッドロウ・ウィルソン大統領を乗せた輸送船ジョージ・ワシントン (SS George Washington) を護衛した。その後も大西洋艦隊と共に活動を続け、1920年6月に予備役となった。
ベルは1922年6月21日にポーツマス海軍工廠で退役した。1936年8月まで予備役状態で保管され、その後ロンドン海軍軍縮条約に従って廃船となり、1939年4月18日に売却された。